# 田立の滝
田立の滝（ただちのたき）は、長野県木曽郡南木曽町にある滝群。大小十余りの滝で構成され、日本の滝百選にも選ばれている。

## 特徴
中央アルプス国定公園内に位置する。峡谷にはいくつもの滝があり、うるう滝、螺旋滝、洗心（せんしん）滝、霧ヶ滝、天河（てんが）滝、不動滝、鶴翼滝、そうめん滝、箱淵（はこぶち）などがある。その中でも、主瀑である天河滝の落差は40メートルを誇る。

## アクセス
- 中央自動車道・中津川インターチェンジをおりて、国道19号を長野県方面へ向かい、長野県境を越えてすぐに交差点があり案内板がある。その交差点から案内板通りに30分ほど県道、林道を走ると粒栗駐車場に到着する。駐車場から滝までは徒歩で約1時間20分。
- JR東海中央本線田立駅から徒歩約1時間45分。